# Emerson Able
Emerson R. Able Jr. (* 1931 in Memphis, Tennessee; † 27. Juni 2015) war ein US-amerikanischer Musiker (Saxophon, Flöte), Musikpädagoge und -aktivist, der in der Musikszene seiner Heimatstadt aktiv war.

## Leben
Able stammte aus einer Musiker- und Entertainer-Familie; seine Großmutter war Pianistin und eine Freundin von Alberta Hunter; einer seiner Onkel war Stepptänzer in dem Film Hallelujah!. Emerson besuchte die Manassas High School und spielte in dieser Zeit in der Manassas Rhythm Bombers Band. Ferner spielte Able in den 1950er-Jahren in der Hausband des Nachtclubs Currie’s. Nach Ableistung des Militärdienstes und des Studiums unterrichtete er Musik an der Manassas und an der Memphis City High School und leitete die Schulbands; zu seinen Schülern gehörte u. a. auch der Sänger Isaac Hayes, für den Able in den 1970er-Jahren als musikalischer Leiter tätig  war und auch an seinen Plattenaufnahmen mitwirke. Er war in dieser Zeit auch an Aufnahmen der Soulband The Masqueraders beteiligt. 
Mit seinem Freund Fred Ford (1930–1999) gründete Able den Verein POBAM (Preservation of Black American Music) zur Unterstützung von afroamerikanischen Jazzmusikern. 1982 wurde POBAM Teil der Organisation Memphis Black Arts Alliance, Inc. 1989 wurde er in die Alabama Jazz Hall of Fame aufgenommen. In den 2000er-Jahren spielte er Nebenrollen in den Filmen Eli Parker Is Getting Married? (2003) und Meet the Lucky Ones (2004). 

## Diskographische Hinweise
- Isaac Hayes: Live at The Sahara Tahoe (1973)
- The Masqueraders: Everybody Wanna Live On (ABC Records, 1975)
- Isaac Hayes: Groove-A-Thon (ABC, 1976)
- Graeme Edge Band: Featuring Adrian Gurvitz – Paradise Ballroom (1976)